# CAF Champions League 2001
Die CAF Champions League 2001 begann am 17. Februar 2001 mit der Vorrunde und endete am 21. Dezember 2001 mit dem Finalrückspiel zwischen al Ahly Kairo aus Ägypten und Mamelodi Sundowns aus Südafrika. Sieger wurde al Ahly Kairo, das nach einem 1:1-Unentschieden im Hinspiel das Rückspiel mit 3:0 gewann. Dies war der dritte Titelgewinn von al Ahly Kairo.

## Vorrunde
Hinspiele am 17. bis 18. Februar, Rückspiele am 4. bis 5. März.
|                 | Gesamt          |                        | Hinspiel | Rückspiel |
| --------------- | --------------- | ---------------------- | -------- | --------- |
| Real de Banjul  | 1:0             | FC Derby               | 0:0      | 1:0       |
| Inter Bom-Bom   | 0:3             | CD Elá Nguema          | 0:2      | 0:1       |
| AS Fortior      | 1:3             | Saint Michel United FC | 0:0      | 1:3       |
| Red Sea FC      | 2:2 (4:2 i. E.) | Tourbillon FC          | 2:0      | 0:2       |
| Anges de Fatima | 1:1 (5:4 i. E.) | Rayon Sports FC        | 1:0      | 0:1       |
| AS Marsouins    | 3:1             | Mbabane Highlanders FC | 1:1      | 2:0       |
| AS Mangasport   | 0:4             | USFA Ouagadougou       | 0:1      | 0:3       |

In der ersten Runde stiegen folgende Mannschaften ein:
- ASC Diaraf
- ASEC Mimosas
- Julius Berger FC
- Villa SC
- Vital’O FC
- al Ahly Kairo
- Espérance Sportive de Tunis
- JS Ténéré
- Saint-George SA
- Tusker FC
- Young Africans SC
- Highlanders FC
- Mamelodi Sundowns
- Clube de Desportos da Costa do Sol
- CR Belouizdad
- Al-Ahly Tripolis
- al-Merrikh Khartum
- Power Dynamos
- Raja Casablanca
- Tout Puissant Mazembe
- Accra Hearts of Oak
- Étoile du Congo
- Fovu Club
- Atlético Petróleos Luanda

## Erste Runde
Hinspiele am 30. März bis 15. April, Rückspiele am 13. bis 15. April.
|                             | Gesamt          |                                    | Hinspiel | Rückspiel |
| --------------------------- | --------------- | ---------------------------------- | -------- | --------- |
| ASC Diaraf                  | 2:1             | Real de Banjul                     | 1:0      | 1:1       |
| ASEC Mimosas                | 2:2 (4:3 i. E.) | Stade Malien                       | 2:0      | 0:2       |
| Julius Berger FC            | 8:0             | CD Elá Nguema                      | 5:0      | 3:0       |
| Villa SC                    | 4:3             | Vital’O FC                         | 2:2      | 2:1       |
| AS Marsouins                | (a) 4:4 (a)     | Saint Michel United FC             | 3:2      | 1:2       |
| al Ahly Kairo               | 3:1             | Red Sea FC                         | 3:0      | 0:1       |
| Espérance Sportive de Tunis | 4:1             | JS Ténéré                          | 1:0      | 3:1       |
| Saint-George SA             | (a) 1:1 (a)     | Tusker FC                          | 1:1      | 0:0       |
| Young Africans SC           | 4:2             | Highlanders FC                     | 2:2      | 2:0       |
| Mamelodi Sundowns           | 2:0             | Clube de Desportos da Costa do Sol | 0:0      | 2:0       |
| CR Belouizdad               | 3:1             | Al-Ahly Tripolis                   | 2:0      | 1:1       |
| al-Merrikh Khartum          | 4:1             | Power Dynamos                      | 2:0      | 2:1       |
| Raja Casablanca             | (a) 3:3 (a)     | USFA Ouagadougou                   | 2:0      | 1:3       |
| Tout Puissant Mazembe       | 2:0             | Anges de Fatima                    | 1:0      | 1:0       |
| Accra Hearts of Oak         | 4:6             | Étoile du Congo                    | 3:1      | 1:5       |
| Fovu Club                   | 4:5             | Atlético Petróleos Luanda          | 2:2      | 2:3       |

1. ↑  Das Spiel wurde in der 80. Minute abgebrochen, nachdem die Young Africans durch einen Elfmeter mit 0:2 in Führung gingen und die heimischen Fans daraufhin das Spielfeld mit Plastikstühlen bewarfen.

## Zweite Runde
Hinspiele vom 11. und 13. Mai, Rückspiele am 26. und 27. Mai.
|                           | Gesamt          |                             | Hinspiel | Rückspiel |
| ------------------------- | --------------- | --------------------------- | -------- | --------- |
| ASEC Mimosas              | 2:2 (3:2 i. E.) | ASC Diaraf                  | 2:0      | 0:2       |
| Villa SC                  | 1:3             | Julius Berger FC            | 1:0      | 0:3       |
| al Ahly Kairo             | 6:0             | Saint Michel United FC      | 5:0      | 1:0       |
| Tusker FC                 | (a) 2:2 (a)     | Espérance Sportive de Tunis | 2:1      | 0:1       |
| Mamelodi Sundowns         | 6:5             | Young Africans SC           | 3:2      | 3:3       |
| al-Merrikh Khartum        | 2:3             | CR Belouizdad               | 2:0      | 0:3       |
| Tout Puissant Mazembe     | 3:2             | Raja Casablanca             | 2:0      | 1:2       |
| Atlético Petróleos Luanda | 6:3             | Étoile du Congo             | 4:1      | 2:2       |

## Gruppenphase

### Gruppe A
| Pl. | Verein                      | Sp. | S | U | N | Tore    | Diff. | Punkte |
| --- | --------------------------- | --- | - | - | - | ------- | ----- | ------ |
| 1.  | Espérance Sportive de Tunis | 6   | 2 | 3 | 1 | 008:700 | +1    | 09     |
| 2.  | Mamelodi Sundowns           | 6   | 2 | 3 | 1 | 002:200 | ±0    | 09     |
| 3.  | Julius Berger FC            | 6   | 2 | 1 | 3 | 006:600 | ±0    | 07     |
| 4.  | Tout Puissant Mazembe       | 6   | 2 | 1 | 3 | 005:600 | −1    | 07     |

| 11. August 2001             |     |                             |
| Mamelodi Sundowns           | 0:0 | Espérance Sportive de Tunis |
| Tout Puissant Mazembe       | 1:0 | Julius Berger FC            |
| 25. August 2001             |     |                             |
| Espérance Sportive de Tunis | 2:1 | Tout Puissant Mazembe       |
| Julius Berger FC            | 2:0 | Mamelodi Sundowns           |
| 8. September 2001           |     |                             |
| Julius Berger FC            | 1:1 | Espérance Sportive de Tunis |
| 9. September 2001           |     |                             |
| Tout Puissant Mazembe       | 0:0 | Mamelodi Sundowns           |
| 22. September 2001          |     |                             |
| Espérance Sportive de Tunis | 3:2 | Julius Berger FC            |
| 23. September 2001          |     |                             |
| Mamelodi Sundowns           | 1:0 | Julius Berger FC            |
| 6. Oktober 2001             |     |                             |
| Espérance Sportive de Tunis | 0:0 | Mamelodi Sundowns           |
| 7. Oktober 2001             |     |                             |
| Julius Berger FC            | 1:0 | Tout Puissant Mazembe       |
| 20. Oktober 2001            |     |                             |
| Mamelodi Sundowns           | 1:0 | Julius Berger FC            |
| Tout Puissant Mazembe       | 3:2 | Espérance Sportive de Tunis |

### Gruppe B
| Pl. | Verein                    | Sp. | S | U | N | Tore    | Diff. | Punkte |
| --- | ------------------------- | --- | - | - | - | ------- | ----- | ------ |
| 1.  | Atlético Petróleos Luanda | 6   | 4 | 0 | 2 | 010:800 | +2    | 12     |
| 2.  | al Ahly Kairo             | 6   | 4 | 0 | 2 | 009:700 | +2    | 12     |
| 3.  | ASEC Mimosas              | 6   | 3 | 1 | 2 | 012:500 | +7    | 10     |
| 4.  | CR Belouizdad             | 6   | 0 | 1 | 5 | 002:130 | −11   | 01     |

| 12. August 2001           |     |                           |
| CR Belouizdad             | 1:1 | ASEC Mimosas              |
| Atlético Petróleos Luanda | 1:3 | al Ahly Kairo             |
| 24. August 2001           |     |                           |
| al Ahly Kairo             | 1:0 | CR Belouizdad             |
| 26. August 2001           |     |                           |
| ASEC Mimosas              | 1:2 | Atlético Petróleos Luanda |
| 7. September 2001         |     |                           |
| CR Belouizdad             | 0:1 | Atlético Petróleos Luanda |
| 9. September 2001         |     |                           |
| ASEC Mimosas              | 1:0 | al Ahly Kairo             |
| 21. September 2001        |     |                           |
| al Ahly Kairo             | 2:1 | ASEC Mimosas              |
| 23. September 2001        |     |                           |
| Atlético Petróleos Luanda | 2:1 | CR Belouizdad             |
| 5. Oktober 2001           |     |                           |
| al Ahly Kairo             | 2:4 | Atlético Petróleos Luanda |
| 7. Oktober 2001           |     |                           |
| ASEC Mimosas              | 7:0 | CR Belouizdad             |
| 21. Oktober 2001          |     |                           |
| CR Belouizdad             | 0:1 | al Ahly Kairo             |
| Atlético Petróleos Luanda | 0:1 | ASEC Mimosas              |

## Halbfinale
Hinspiele am 3. November und 4. November, Rückspiele am 17. und 18. November.
|                   | Gesamt          |                             | Hinspiel | Rückspiel |
| ----------------- | --------------- | --------------------------- | -------- | --------- |
| Mamelodi Sundowns | 2:2 (5:3 i. E.) | Atlético Petróleos Luanda   | 2:0      | 0:2       |
| al Ahly Kairo     | (a) 1:1 (a)     | Espérance Sportive de Tunis | 0:0      | 1:1       |

## Finale
Hinspiel am 8. Dezember, Rückspiel am 21. Dezember.
|                   | Gesamt |               | Hinspiel | Rückspiel |
| ----------------- | ------ | ------------- | -------- | --------- |
| Mamelodi Sundowns | 1:4    | al Ahly Kairo | 1:1      | 0:3       |